# 싱글 브레스티드

싱글 및 더블 브레스티드 재킷

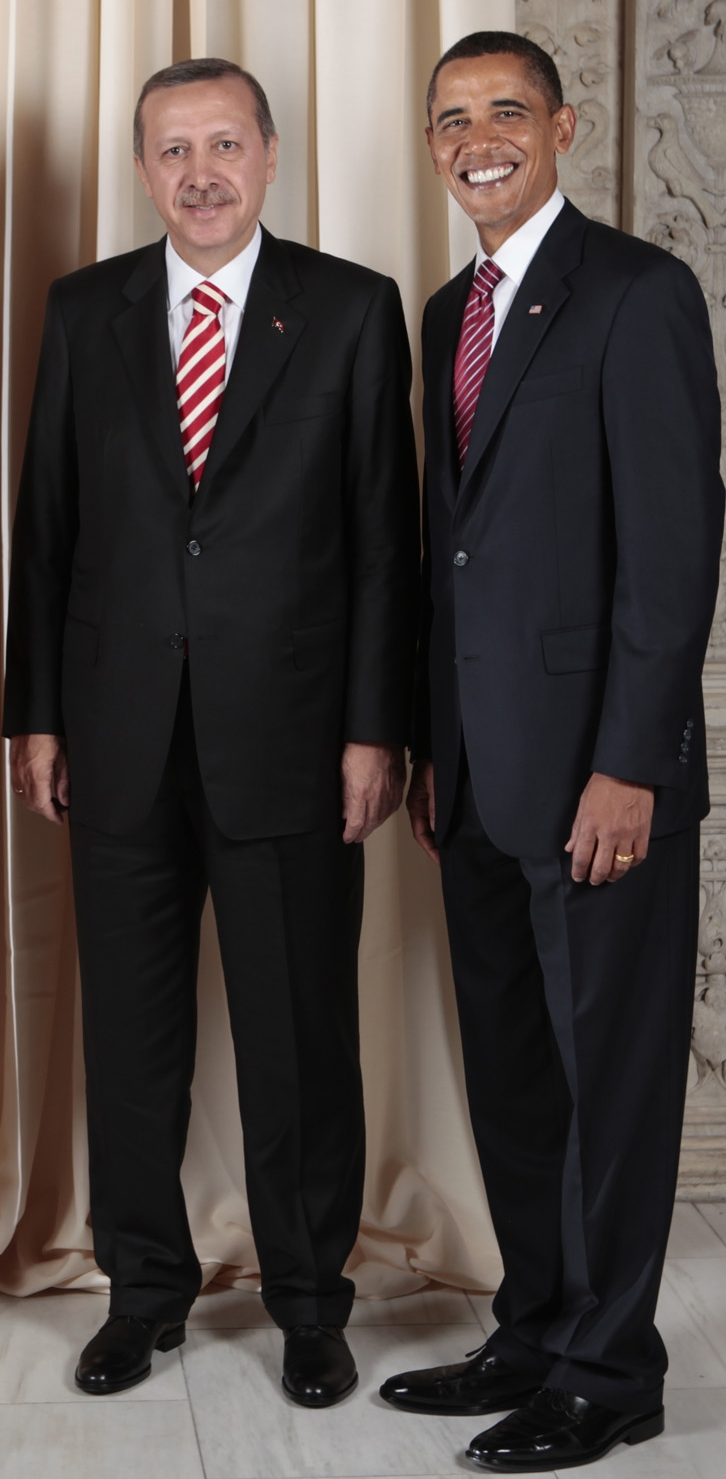
버락 오바마와 레제프 타이이프 에르도안 모두 싱글 브레스티드 복장을 입고 있다

싱글 브레스티드(Single-breasted) 의류는 코트, 재킷, 조끼 또는 이와 유사한 품목으로, 단추가 한 열로 배열되고 원단이 좁게 겹쳐져 있다. 반면 더블브레스티드 코트는 단추가 더 넓게 겹쳐지고 단추가 두 줄로 평행하게 배열되어 있다. 싱글 브레스티드 정장 재킷과 블레이저는 일반적으로 두세 개의 단추(단추 하나 또는 네 개짜리 재킷은 흔하지 않음)와 노치 라펠을 갖추고 있다. 그러나 1930년대부터 싱글 버튼 재킷에 피크 라펠을 적용하는 방식이 다양하게 유행했다. 라펠의 폭은 재킷에서 가장 변화무쌍한 요소 중 하나이며, 2000년대에는 싱글 브레스티드 재킷에 좁은 피크 라펠을 적용하는 것이 인기를 끌었다.
역사적으로 싱글 브레스티드 재킷은 지상군이 입었다. 앞면이 양옆으로 벌어져 있어 말에 오르기가 더 쉬웠기 때문이다. 재킷 뒷면에는 마장마술을 쉽게 할 수 있도록 슬릿이 하나 있었다. 특히 모험심이 강한 사람들은 앞면의 바닥을 자르기도 했는데, 이것이 바로 현대적인 테일코트의 등장이다. 싱글 브레스티드 재킷의 단추는 하나에서 네 개까지 있으며, 그중 하나는 반드시 잠가야 한다. 반대로 가장 아래쪽 단추는 단추 구멍에 끼워서는 안 된다.
일반적으로 싱글 브레스티드 재킷은 더욱 다재다능하고 실용적인 선택이다. 배 부분에 여러 겹의 원단이 사용되어 단추가 두 줄로 달린 모델은 매우 통통해 보일 수 있다. 또한, 구부정하게 앉으면 재킷이 보기 흉하게 주름이 잡힌다. 싱글 브레스티드 재킷은 이러한 단점을 더 잘 감춰준다.